# یعقوب‌آباد (تویسرکان)
یعقوب‌آباد یا یعقوب‌شاه، روستایی از توابع بخش قلقل‌رود شهرستان تویسرکان در استان همدان ایران است. مختصات: ۳۴°۲۶′۱۳″ شمالی ۴۸°۲۳′۱۵″ شرقی / ۳۴٫۴۳۶۹۴°شمالی ۴۸٫۳۸۷۵۰°شرقی / ۳۴٫۴۳۶۹۴; ۴۸٫۳۸۷۵۰. این روستا بر سر مسیر فرسفج به جوکار قرار داد. شغل بیشتر ساکنان آن کشاورزی و تجارت گردو می‌باشد.

## جمعیت
این روستا در دهستان کمال رود قرار دارد و براساس سرشماری مرکز آمار ایران در سال ۱۳۹۵، جمعیّت آن ۱۶۹ نفر (۵۸ خانوار) بوده‌است.